# Rob Bowman (Musikautor)
Robert Maxwell James Bowman (* 21. Juni 1956 in Toronto, Ontario, Kanada) ist ein kanadischer Grammy-Preisträger, Professor für Musikethnologie und Musikautor. Er verfasste zahlreiche Liner Notes, Artikel, Studien und Bücher zur populären Musik. Zudem war er als Musikproduzent und Radiomoderator tätig.

## Biografie
Bowman wurde in Toronto geboren und wuchs dort auf. 1978 erwarb er einen Honours B.A. in Musikwissenschaft an der York University und schloss 1982 ebenfalls in York einen M.F.A. in Musikethnologie ab. 1983 begann er sein Doktoratsstudium an der University of Memphis, das er 1993 abschloss.
Bowman begann 1971 im Alter von 15 Jahren, für ein Musikmagazin in Toronto zu schreiben. 1979 nahm er eine Teilzeit-Dozententätigkeit an der York University in Toronto auf, wo er das Studium der populären Musik einführte. Ab 1979 lehrte er außerdem in Teilzeit an der Brock University und ab 1987 am George Brown College. 1993 wurde er Assistenzprofessor an der York University; drei Jahre später war er außerordentlicher Professor. Ab 1998 leitete er das Graduiertenprogramm für Musik an der York University.
Bowman wurde insgesamt sechsmal für einen Grammy nominiert: in der Kategorie „Best Historical Album“ 1988 und 2019; in der Kategorie „Best Album Notes“ 1992, 1996, 2000 und 2002. 1996 gewann er den Grammy in der Kategorie „Best Album Notes“ für seine 47.000 Wörter umfassende Monografie, die das 10-CD-Boxset Complete Stax/Volt Soul Singles, Vol. 3: 1972–1975 begleitete.
Bowman erforschte die Geschichte des Labels Stax Records und seiner Künstler; er verfasste die Begleittexte für die Box-Sets The Complete Stax/Volt Soul Singles. 2003 schrieb er das Buch Soulsville, U.S.A. – The Story of Stax Records über die Geschichte des in Memphis (Tennessee) ansässigen Plattenlabels. Das Buch wurde 2013 in der Kategorie „Classics of Blues Literature“ in die Blues Hall of Fame aufgenommen.
In den 2000er und 2010er Jahren erstellte Bowman die Programme für die jährliche Aufnahmezeremonie der Rock and Roll Hall of Fame, wobei er die Neuzugänge interviewen konnte.
Er hat Kompilationen von Isaac Hayes, Carla Thomas, Lou Reed, Otis Redding und Booker T. & the M.G.’s produziert. Neben seiner Tätigkeit als Blues-Dozent an Universitäten betreut und managt er die Torontoer Bluesband Samantha Martin & Delta Sugar.